# La Coquille
|  | Aquest article tracta sobre el riu canadenc. Si cerqueu el municipi francès, vegeu «La Coquilha». |

La Coquille és un afluent del llac Nicabau, que discorre pel territori no organitzat de Lac-Ashuapmushuan, al Municipi regional de comtat (MRC) de Le Domaine-du-Roy, a la regió administrativa de Saguenay–Lac-Saint-Jean, al Quebec, al Canadà. El topònim del Coquille es va oficialitzar el 18 de juny del 1971 a la Commission de toponímie du Québec, és a dir, en la seva creació. Oficialment s'anomena Rivière de la Coquille
Aquest riu travessa successivament els cantons de Charron i Ducharme. Aquest riu forma part de la Reserva Ashuapmushuan  (réserve faunique Ashuapmushuan). La silvicultura constitueix la principal activitat econòmica d'aquesta vall ; i en segon lloc les activitats de turisme recreatiu.
Una carretera forestal secundària (en direcció nord-est), que passa al nord del llac Liasse i al sud del llac de la Coquille i connecta amb la ruta 167, dóna servei a la part alta de la vall del riu Coquille . La ruta 167 que uneix Chibougamau i Saint-Félicien (Quebec) passa al costat oest de la part baixa del riu.
La superfície del riu de la Coquille acostuma a estar glaçada des de principis de novembre fins a mitjans de maig, no obstant això, en general el trànsit sobre el glaç és segur des de mitjans de novembre fins a mitjans d'abril.

## Geografia
Les conques veïnes del riu Coquille són:
- costat nord: llac de la Coquille, llac Charron, riu Boisvert, llac Boisvert
- costat est: riu Chaudière, riu Tonnerre
- costat sud: llac Nicabau, riu Tonnerre, riu Normandin, ruisseau Bouteroue
- costat oest: Llac Charron, Llac Malo, Llacs Obatogamau, Llac La Dauversière

El riu de la Coquille neix a la desembocadura del llac de la Coquille (longitud: 7,1 km  ; altitud: 405 m) al cantó de Charron.
La desembocadura d'aquest llac principal es troba a:
- 6,1 km a l'est del llac Charron (riu Normandin);
- 12,2 km al nord de la desembocadura del riu Coquille (confluència amb el llac Nicabau) ;
- 17,9 km al nord de la desembocadura del lac Nicabau la part sud del qual és travessada pel riu Normandin
- 39,2 km au nord-oest de la desembocadura del riu Normandin (confluència amb el llac Ashuapmushuan

Des de la desembocadura del llac de la Coquille, la Coquille recorre 20,5 km en els següents trams:
- 4,7 km cap al sud-oest al cantó de Charron prenent una corba cap al sud-est en zones pantanoses, fins al límit nord del cantó de Ducharme, corresponent a la confluència (procedent del sud-est) amb el lac des Charagnes, fins al límit nord del cantó de Ducharme, corresponent a la confluència (provinent del sud-est) del llac des Charagnes
- 4,8 km vers l'oest al cantó de Charron, especialment travessant el llac Pommelé (longitud: 0,9 km; altitud: 407 m), fins al límit nord del cantó de Ducharme
- 1,7 km vers el sud-oest al municipi de Ducharme, fins a la riba nord del llac Liasse
- 5,3 km vers el sud travessant el llac Liasse (altitud: 392 m) format per un eixamplament del riu, fins a la seva desembocadura
- 4,0 km vers el sud travessant el llac Troilet (longitud: 1,3 km; altitud: 390 m), fins a la desembocadura del riu

El riu Coquille desemboca en una badia a la riba nord-est del llac Nicabau (longitud: 9,7 km; altitud: 386 m) que es travessat durant 9,0 km cap al sud, després cap a l'est, pel curs del riu Coquille. Des d'allà el curs davalla cap al sud-est al llarg del riu Normandin durant 38,7 km, fins a la riba nord-oest del llac Ashuapmushuan. Tot seguit el curs segueix el curs del riu Ashuapmushuan que desemboca a Saint-Félicien (Quebec) a la riba oest del llac Saint-Jean.
La confluència del riu Coquille amb el llac Nicabau és a:
- 8,8 km al nord de la desembocadura del llac Rohault
- 7,2 km al nord de la desembocadura el llac Nicabau la part sud del qual és travessada pel riu Normandin
- 33,1 km al nord-oest de la desembocadura del riu Normandin (confluència amb el llac Ashuapmushuan
- 154 km al nord-oest de la desembocadura del riu Ashuapmushuan (confluència amb el llac Saint-Jean)